# Espérantide
Le terme espérantide a été proposé par Monnerot-Dumaine pour désigner tout projet dérivé de l'espéranto (en espéranto, le mot Esperantido signifie « enfant d’Espéranto »). Ces projets sont très nombreux, comme le montrent les multiples évolutions de l'espéranto, l'un des derniers en date est le mondlango.
Ces projets sont souvent le fait d'espérantophones eux-mêmes qui désirent adapter la langue, ou tout au moins ouvrir la réflexion sur certains aspects de la langue. Cependant, la plupart des espérantophones pensent qu'il est beaucoup plus important de diffuser davantage la langue que de la modifier, et rappellent que l'ido (l'espérantide le plus connu, créé en 1908) a abouti à un schisme dans le mouvement espérantophone et l'a un temps affaibli.